# Туровский, Юлий Фёдорович
Юлий Фёдорович Туровский (7 июля 1939 — 15 января 2013) — советский и канадский виолончелист, дирижёр и музыкальный педагог. Больше всего известен как основатель, художественный руководитель и дирижёр оркестра I Musici de Montréal Chamber Orchestra.

## Биография
Родился в Москве в 1939 году. В возрасте семи лет начал учиться игре на виолончели в Центральной музыкальной школе при Московской консерватории в классе профессора Галины Козолуповой. В 1957 году поступил в Московскую консерваторию, которую окончил в 1969 году (класс профессора Галины Козолуповой).
В 1969 году завоевал первое место на Всесоюзном конкурсе виолончелистов и второе место на международном музыкальном фестивале Пражская весна.
Свою музыкальную карьеру Юлий Туровский начал в качестве соло-виолончелиста Московского камерного оркестра под управлением Рудольфа Баршая. Также в эти годы он преподавал в Центральной музыкальной школе и являлся руководителем камерного оркестра школы им. Гнесиных в Москве.
В 1976 году вместе с женой Элеонорой (которая была тоже профессиональным музыкантом-скрипачкой), дочерью Натальей и отцом эмигрировал из СССР, с 1977 года жил в Монреале. 
В 1976 году вместе со своими знакомыми Ростиславом Дубинским (скрипка) и Лизой Эдлин (фортепиано) основал музыкальный ансамбль Borodin Trio.
В 1980 году Туровский получил канадское гражданство.
В 1983 году Туровский основал оркестр I Musici de Montréal Chamber Orchestra. Изначально в оркестре играли музыкальные учащиеся Монреаля, многие из которых учились у самого Туровского, либо его жены. Под руководством Туровского I Musici de Montréal Chamber Orchestra стал одним из самых известных канадских оркестров, исполняющих классическую музыку. Оркестр совершил множество гастролей в Канаде, США и по всему миру. Записано более 30 пластинок и дисков.
В 2011 году в связи с ухудшением состояния здоровья был вынужден уйти с позиции художественного руководителя и дирижёра оркестра.
Туровский также известен как музыкальный педагог. Он преподавал в Квебекской консерватории в Монреале с 1979 по 2010 год. Один из его студентов, Stéphane Tétreault, был признан одним из наиболее талантливых молодых исполнителей классической музыки в Канаде.
Скончался 15 января 2013 года в Монреале от осложнений, связанных с болезнью Паркинсона. Его жена Элеонора умерла в марте 2012 года.

## Награды
- Рыцарь Национального ордена Квебека (Квебек, Канада, 2010 год)[4]
- Офицер Ордена Канады (Канада, 2012 год)[5]